# Mastichari
Mastichari (Grieks: Μαστιχάρι; op verkeersborden wordt ook de Engelse schrijfwijze Mastihari gebruikt) is een dorp op het Griekse eiland Kos. Bestuurlijk valt Mastichari onder de deelgemeente (dimotiki enotita) Irakleides van de fusiegemeente (dimos) Kos, in de bestuurlijke regio (periferia) Zuid-Egeïsche Eilanden. In 2001 telde het dorp 368 inwoners.
Mastichari ligt aan de noordkust van het eiland, circa zeven kilometer ten noorden van de luchthaven van Kos. Het heeft in tegenstelling tot de andere noordelijke plaatsen Marmari en Tigaki een kleine haven, die voorziet in een bootverbinding naar onder andere het eiland Kalymnos. Voor de opkomst van het massatoerisme werd de haven al gebruikt door inwoners van het naburige Antimachia als ze gingen vissen. Er staat een standbeeld van de god Poseidon.